# Колібрі аметистововолий
Колі́брі аметистововолий (Sternoclyta cyanopectus) — вид серпокрильцеподібних птахів родини колібрієвих (Trochilidae). Мешкає в Колумбії і Венесуелі. Це єдиний представник монотипового роду Аметистововолий колібрі (Sternoclyta).

## Опис

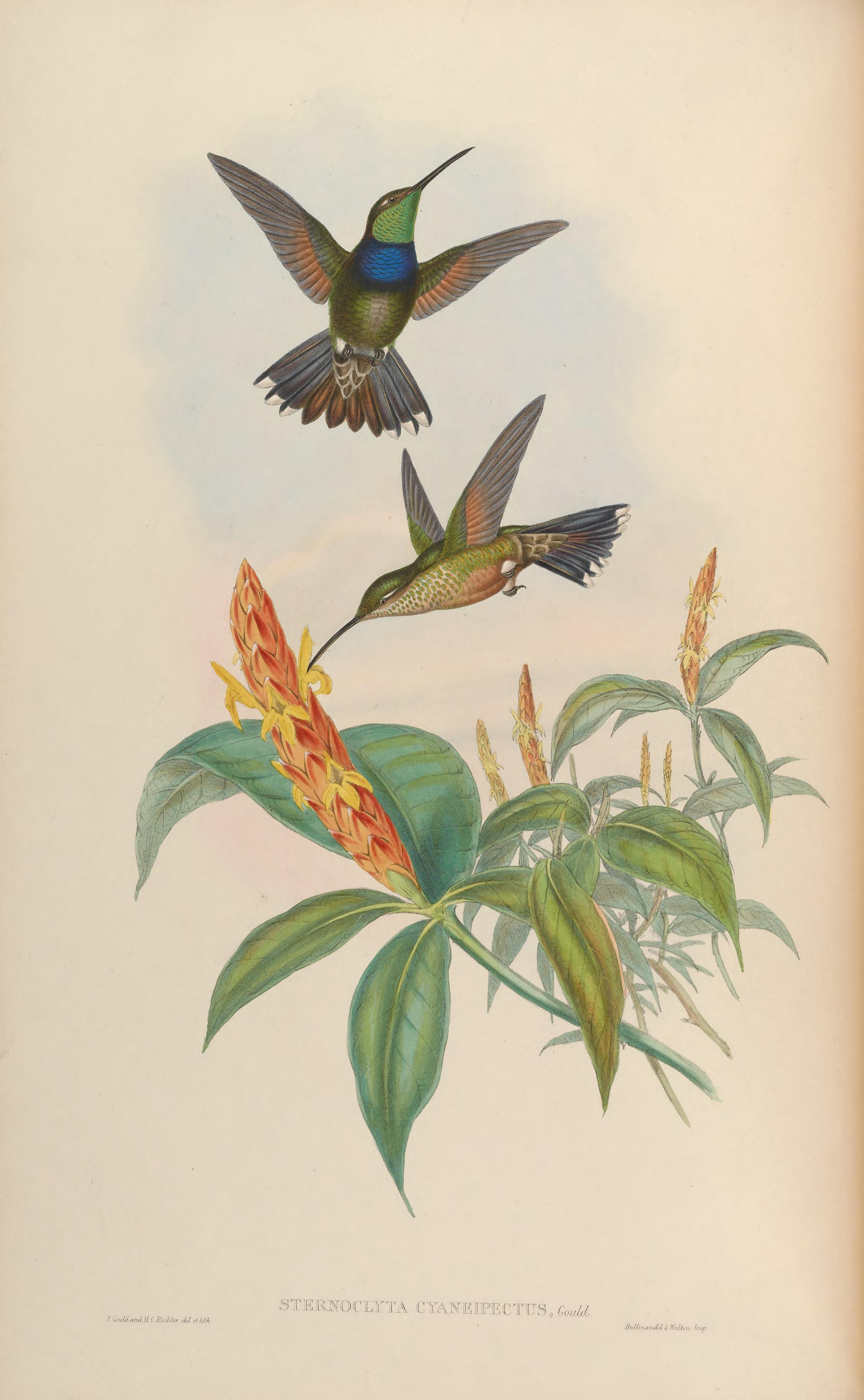
Аметистоволі колібрі

Довжина птахів становить 11,4-13 см, самці важать 7-9,4 г, самиці 4-10,3 г. У самців верхня частина тіла трав'янисто-зелена, блискуча, на горлі у них райдужна смарагдово-зелена пляма, на грудях під нею є блискуча фіолетово-синя краплеподібна пляма. Решта нижньої частини тіла сірувато-охриста, на боках золотисто-зелені плями. Хвіст бронзово-зелений, крайні стернові пера мають білі кінчики. Дзьоб чорний, дещо вигутий. За очима невеликі білі плямки. 
У самиць верхня частина тіла така ж, як у самців, нижня частина тіла переважно сірувата, на грудях зелені плямки, центральна частина живота руда, дзьоб коротший, ніж у самців. Забарвлення молодих птахів є подібне до забарвлення самиць.

## Поширення і екологія
Аметистоволі колібрі мешкають в горах Прибережного хребта (на схід до Міранди) і в горах Кордильєра-де-Мерида на північному заході Венесуели, а також в горах Східного хребта Колумбійських Анд, на крайньому південному сході департамента Норте-де-Сантандер. Вони живуть у вологих гірських і рівнинних тропічних лісаз, на узліссях і галявинах, в рідколіссях і на кавових плантаціях. Зустрічаються на висоті до 2000 м над рівнем моря, переважно на висоті понад 700 м над рівнем моря. Ведуть переважно осілий спосіб життя. Живляться нектаром квітів геліконії, яких шукають в густому підліску у внутрішній частині лісу і в ярах. Захищають кормові території.
Сезон розмноження у аметистоволих колібрі в штаті Лара триває з березня по липень. Гніздо чашоподібне, робиться з м'яких рослинних волокон, покривається мохом, лусками деревовидної папороті і лишайниками, розміщується в розвилці гілок, іноді на ліані або в папоротевих заростях, на висоті 2 м над землею. В кладці 2 яйця, інкубаційний період триває 20 днів, пташенята покидають гніздо через 26 днів після вилуплення.